# NetBeans
NetBeans是由昇陽電腦（Sun Microsystems）建立的開放原始碼的軟體開發工具，是一個開發框架，可擴展的開發平台，可以用於Java，C語言／C++，PHP，HTML5等程式的開發，可以通過擴展插件來擴展功能。
在NetBeans Platform平台中，應用軟體是用一系列的軟體模組（modular software components）建構出來的，而這些模組是一個jar檔（Java archive file）。它包含了一組Java程式的類別而它們實作全依據依NetBeans定義了的公開介面以及一系列用來區分不同模組的定義描述檔（Manifest file）。有賴於模組化帶來的好處，用模組來建構的應用程式可只要加上新的模組就能進一步擴充。由於模組可以獨立地進行開發，所以由NetBeans平台開發出來的應用程式能利用第三方軟體，非常容易及有效率地進行擴充。

## 歷史
NetBeans是一個始於1997年的Xelfi計劃，本身是捷克布拉格查理大學Charles University的數學及物理學院的學生計畫。此計劃延伸而成立了一家公司進而發展這個商用版本的NetBeans IDE，直到1999年昇陽電腦買下此公司。昇陽電腦於次年（2000年）的六月將NetBeans IDE開放為公開源碼，直到現在NetBeans的社群依然持續增長，而且更多個人及企業使用並開發NetBeans作為程式開發的工具。
NetBeans IDE 6.0延伸了原來Java EE的特質。NetBeans C/C++ Pack更支援C/C++的編程計畫。現行穩定版本對PHP、Ruby及其它腳本語言的支持已非常成熟。2009年，Sun推出Kenai雲項目，並將其整合到Netbeans中，加強了團隊開發的交互性。

## NetBeans平台
NetBeans平台是一種可重複使用的框架，可用於簡化其他桌面應用程式的開發。當基於NetBeans平台的應用被執行，平台主要類別的main方法便會被執行。可用的模組會被放置在存儲器中，並且開始執行任務。通常模組會只在被需要時，其代碼才會被裝進內存。 
應用程式能動態安裝模組。任何應用程式能包括更新模組，允許用戶申請下載的應用程式升級和加入新功能。這樣安裝，升級以及新發並行不必迫使用戶每次再下載整個應用程式。 
整個Netbeans平台提供對桌面應用程式常用的服務，允許開發者集中於僅限於他的應用程式的邏輯設計。其中NetBeans平台的主要特徵是： 
- 用戶界面管理User interface management（例如選單和工具條）
- 用戶設定管理User settings management
- 存儲管理Storage management（保留和裝任何種類數據）
- 視窗管理Window management
- 精靈框架Wizard framework（一步一步支援對話框）